# Поросёнков, Владимир Сергеевич
Владимир Сергеевич Поросёнков (23 августа 1930 — 14 января 2021) — советский, российский врач-хирург. Народный врач СССР (1980).

## Биография
Родился 23 августа 1930 года в селе Четвертаково (ныне посёлок Тургенево) Ардатовского района Мордовии.
В 1954 году окончил Казанский медицинский институт имени С. В. Курашова.
По распределению был направлен главным врачом Такушевской участковой больницы Теньгушевского района. В 1956 году возглавил Ромодановскую районную больницу. Врач-хирург. Сделал более шести тысяч операций на органах брюшной полости и щитовидной железе. Одним из первых хирургов Мордовии проводил операции на сердце.
Сделал многое для больницы: построил пять лечебных корпусов, подобрал и воспитал коллектив медицинских работников, которым предоставлял возможность для творческого роста. В районе работала грязелечебница, функционировали спелеокамера и лечебно-оздоровительный комплекс с бассейном.
Его подвижнический труд сделал из сельской больницы лечебное заведение всесоюзного уровня. За свою плодотворную деятельность награждён многими орденами и медалями. Вошёл в число немногих жителей Мордовии, которые удостоены хранения личного фонда документальных свидетельств в центральном государственном архиве республики.
Единственный в республике, имеющий звание — «народный врач СССР».

## Награды и звания
- Заслуженный врач Мордовской АССР
- Заслуженный врач РСФСР
- Народный врач СССР (1980)
- Орден Трудового Красного Знамени
- Почётный гражданин Ромоданово